# Дело Кевина Лика
Дело Кевина Лика — уголовное дело 17-летнего подростка Кевина Лика, задержанного в феврале 2023 года по обвинению в госизмене. Кевин стал одним из 16 иностранных граждан и политзаключённых, выданных во время обмена заключёнными между Россией и странами Запада, и самым юным осуждённым по статье о госизмене в России.

## Биография
Родился 10 мая 2005 года в немецком городе Монтабаур, в ста километрах от Франкфурта-на-Майне. Мать Виктория переехала в Германию в 2005 году, будучи беременной Кевином. Каждые два года Виктория с Кевином проводили отпуск в Адыгейской Республике. В 2017 году Кевин с матерью вернулись в Россию.
В 12 лет Кевин поступил в майкопскую среднюю школу № 17 социального развития и успеха. Позже учился на республиканском естественно-математическом курсе при Адыгейском государственном университете, четыре раза побеждал в олимпиадах по немецкому языку.

## Уголовное преследование

### Задержание
В феврале 2023 года Лика задержали в аэропорту Сочи, откуда он с матерью собирался вылететь в Германию. На момент задержания Кевину было 17 лет.

### Обвинения и суд
По версии Федеральной службы безопасности, Кевин с 23 декабря 2021 года по 8 февраля 2023 года «осуществлял визуальное наблюдение» и фотографировал в Майкопе «места дислокации» российской войсковой части. Фотографии он отправлял на электронный почтовый ящик «представителя иностранного государства». По его словам, он сделал снимки для личного пользования, но сотрудники ФСБ написали в его показаниях, что он собирался якобы передать эти фотографии спецслужбам Германии. Кевин Лик считает, что дело против него начали, чтобы пополнить обменный фонд. В декабре 2023 года Верховный суд Адыгеи приговорил Лика к четырём годам колонии. Лика приговорили к сроку ниже минимального, предусмотренного статьёй о госизмене. Суд счёл смягчающими обстоятельствами возраст подсудимого, а также «признание вины», «активное способствование раскрытию и расследованию», хронические заболевания и «множественные победы на различных олимпиадах».

### Освобождение и обмен
1 августа 2024 года состоялся обмен политзаключёнными между Россией и Западом. Россия освободила и передала 16 человек, включая Кевина Лика. Незадолго до обмена ряд СМИ сообщил о пропаже Лика из колонии. Об этом узнала мать Лика, когда собиралась передать ему продукты; также из колоний начали пропадать другие осуждённые, однако власти не комментировали подготовку к обмену.

## Деятельность в эмиграции

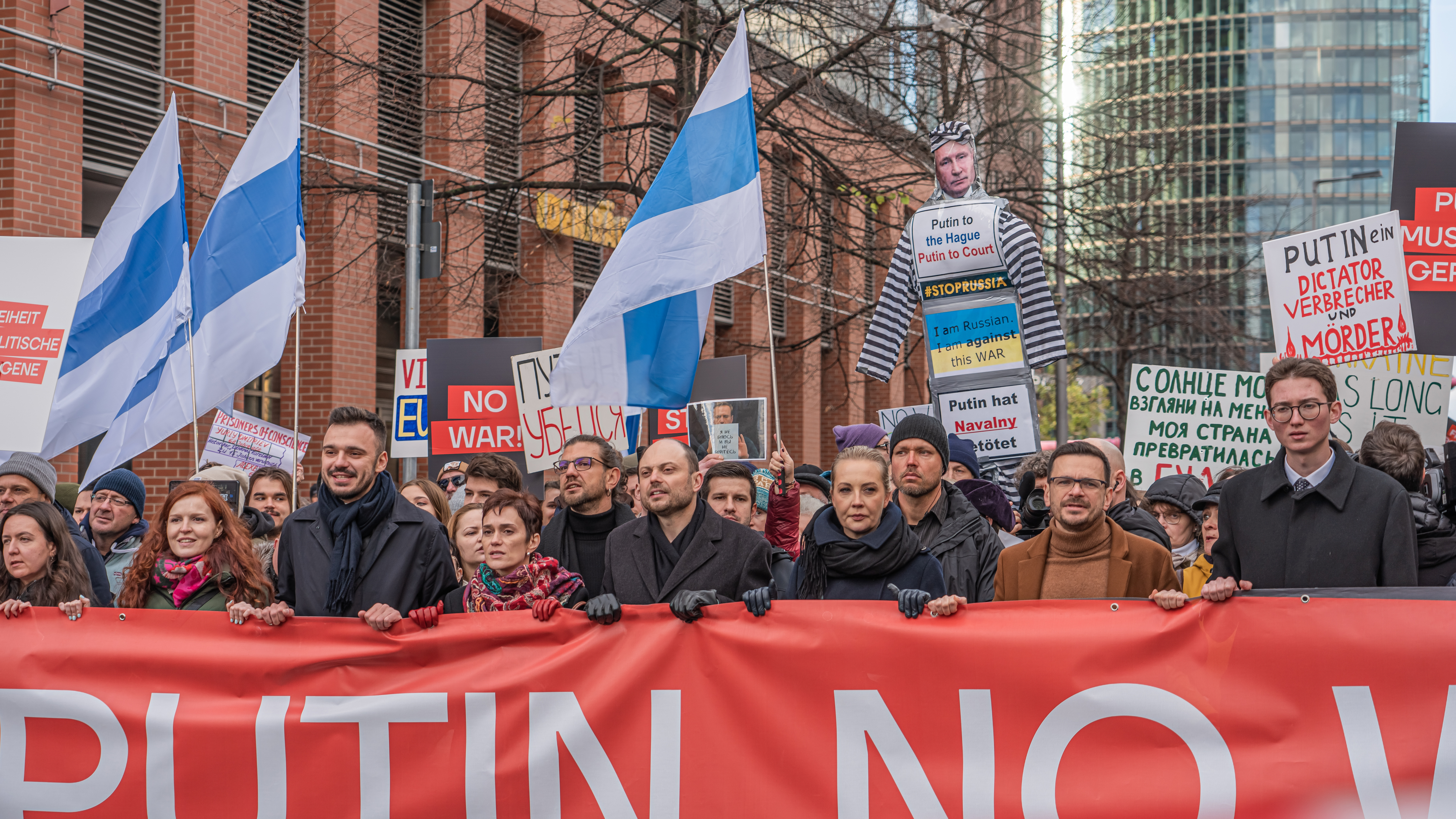
Кевин Лик (справа) с Владимиром Кара-Мурзой, Ильёй Яшиным и Юлией Навальной на антивоенной акции протеста в Берлине, 17 ноября 2024 года

17 ноября 2024 года Кевин Лик принял участие в антивоенном марше в Берлине, в котором участвовали также освобождённые в ходе обмена Илья Яшин и Владимир Кара-Мурза.[значимость факта?]
14 апреля 2025 года признался в своём аккаунте X, что он на самом деле фотографировал российскую военную технику перед её непосредственной отправкой на фронт.